# Bahnhof Walheim (b Aachen)

Der Bahnhof Walheim (b Aachen) ist ein Bahnhof in Walheim, heute Stadtteil von Aachen, an der Vennbahn und ist Endpunkt der Bahnstrecke Stolberg–Walheim. Der Bahnhof wurde am 1. Juli 1885 eröffnet, die höchsten Verkehrszahlen und die größte Ausdehnung wurden in den Jahren vor dem Ersten Weltkrieg erreicht.
Der Personenverkehr wurde Anfang der 1960er-Jahre eingestellt, daraufhin folgte der Abbau eines Teils der Gleisanlagen. Die heute noch vorhandene Infrastruktur wird regulär nicht mehr befahren und befindet sich im Eigentum der EVS Euregio Verkehrsschienennetz (EVS). Seit 2008 bemüht sich der Verein Eisenbahnfreunde Grenzland e.V. (EFG) um den Erhalt der Bahnstrecke und möchte den Bahnhof Walheim als Ausgangspunkt für touristische Sonderfahrten erhalten.

## Lage
Der Bahnhof Walheim befindet sich im südlichen Teil des Orts Walheim. Der nächstgelegene Haltepunkt in Richtung Süden war Schmithof, der nächstgelegene Haltepunkt in Richtung Norden Hahn. Der Bahnhof befindet sich auf einer Höhe von 275 Metern und liegt damit auf einer Gefällestrecke von Lammersdorf auf einer Höhe von 550 Metern bis Aachen-Rothe Erde mit 186 Metern Höhe. Auf dem Bahnhofsgelände kreuzen die Schleidener Straße sowie die Straße Auf der Kier die Gleise; beide Bahnübergänge dienen außerdem dem Vennbahnradweg als Querung der Gleisanlagen, da der Radweg, der in Walheim östlich der Gleise verläuft, im Bahnhofsbereich westlich der Vennbahngleise entlangführt.

## Geschichte

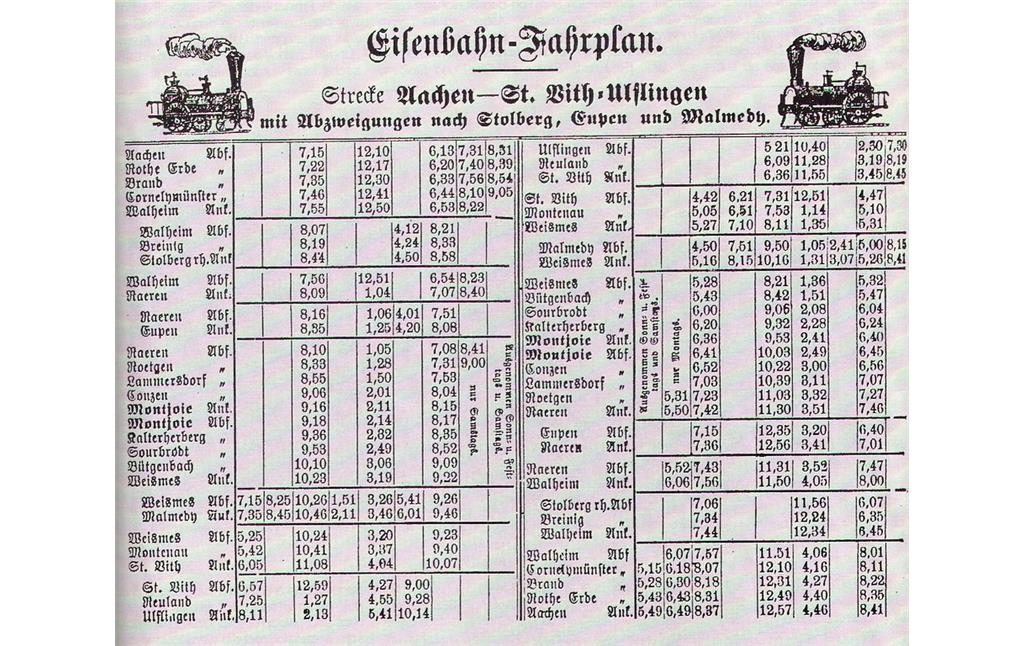
Fahrplan Aachen-Ulflingen um 1890 in historischer 12-Stunden-Zählung

### Errichtung und Inbetriebnahme im 19. Jahrhundert
Mitte des 19. Jahrhunderts gab es in Walheim Textilindustrie, zudem wurden Kalksteinvorkommen entdeckt, weshalb von 1870 bis 1924 die Kalkofenanlagen Walheim/Kornelimünster gebaut wurden. In den umliegenden Wäldern wurden Fichten angepflanzt, die als Grubenholz für das Aachener Revier bestimmt waren. Zwischenzeitlich wurde sogar Schießpulver hergestellt. Die Ausfuhr all dieser Güter ermöglichte die Vennbahn. Der erste Bauabschnitt vom Bahnhof Rothe Erde bis nach Walheim wurde am 1. Juli 1885 eröffnet. Auf der Laderampe wurden die Holzvorkommen verladen. Das Kalkwerk erhielt einen eigenen Gleisanschluss und man baute eine Feldbahn-Anbindung für den Transport von Kalkstein.
Rund vier Jahre später, am 21. Dezember 1889, wurde die Bahnstrecke nach Stolberg eröffnet. Ursprünglich fädelte sie an einem dafür errichteten Abzweig in Hahn in die damals noch eingleisige Vennbahn ein. Die Preußische Staatsbahn bekam am 12. Mai 1894 per Ministererlass die Genehmigung zur eigenständigen Einfädelung der Strecke Stolberg – Breinig – Walheim in den Bahnhof Walheim. Ein 1,97 Kilometer langes Gleis wurde zu diesem Zweck am 6. Juli 1895 in Betrieb genommen, wodurch die Strecken Walheim – Stolberg und Walheim – Rothe Erde parallel und voneinander unabhängig in den Bahnhof Walheim einmündeten und die Abzweigstelle Hahn aufgelassen werden konnte. Gleichzeitig wurden die Bahnanlagen im Bahnhof Walheim erweitert.

### Frühes 20. Jahrhundert
Im Zuge der Industriellen Revolution in Deutschland wurde es für die Walheimer Landbevölkerung zunehmend schwieriger; ihren Lebensunterhalt alleine durch die Landwirtschaft zu bestreiten. Viele Bewohner nutzten daher den Bahnhof, in die umliegenden Industrie- und Bergbaustandorte Aachen, Stolberg und Eschweiler zu gelangen. Um dieses Transportbedürfnis zu befriedigen; wurde die Aachener Kleinbahn mit einer eigenen Linie an den Bahnhof Walheim herangeführt. Anfang des 20. Jahrhunderts stiegen die Fahrgastzahlen und Gütermengen. Zwischen 1907 und 1909 erfolgte der zweigleisige Ausbau zwischen Walheim und Stolberg. In den 1920er-Jahren verfügte der Bahnhof Walheim über einen überdachten Hausbahnsteig mit elektrischer Beleuchtung.

### Niedergang nach dem Zweiten Weltkrieg
Nach dem Zweiten Weltkrieg wurde der Verkehr zunächst in Richtung Stolberg wiederaufgenommen; der Fahrplan verzeichnete zwei Zugpaare am Tag. Ab August 1950 wurden acht Zugpaare am Tag zwischen Aachen-Rothe Erde und Schmithof eingesetzt. Hierbei kam es zu einer betrieblichen Besonderheit: Da es in Schmithof keine Möglichkeit zum Umsetzen der Dampflokomotive gab, fand das Umsetzen bereits im Bahnhof Walheim statt, bis Schmithof wurden die Züge geschoben.
Der Personenverkehr zwischen Aachen und Schmithof wurde am 29. Mai 1960 eingestellt; ab diesem Zeitpunkt war Walheim im Personenverkehr lediglich Endpunkt der Strecke von Stolberg. Zweieinhalb Jahre später, am 31. Dezember 1962, wurden diese Verkehre ebenfalls eingestellt. Nach dem Zweiten Weltkrieg wurde auch der Anschluss für das Walheimer Kalkwerk außer Betrieb genommen.
Durch den Güterverkehr zwischen Stolberg und Eupen, welcher auch Militärzüge sowie Sendungen mit Lademaßüberschreitung beinhaltete, herrschte weiterhin Betrieb im Bahnhof Walheim. In den 1980er-Jahren besaß der Bahnhof an seiner breitesten Stelle noch sechs Gleise, von denen einige zur Abstellung von ausgemusterten Güterwagen verwendet wurden, die auf ihre Verschrottung warteten.

### Bemühungen zur Reaktivierung

Heutiges Schienennetz im deutsch-belgischen Grenzland bei Aachen

Die Eisenbahnfreunde Grenzland planen die Durchführung eines Museumsbetriebs zwischen dem Falkenbachviadukt und der deutsch-belgischen Landesgrenze, bei dem in Walheim Zu- und Ausstieg erfolgen kann. Die hierzu notwendigen Fahrzeuge werden bereits in der Umgebung des Stellwerks abgestellt, hierzu wurde dieser Bereich des Bahnhofs mit Videoüberwachung versehen. Auch die Restaurierungsarbeiten an den Fahrzeugen finden teilweise im Bahnhof Walheim statt.
Seit 2009 findet jährlich ein Bahnhofsfest im Bahnhof Walheim statt. Hierbei können der Innenraum des Stellwerks, die Schienenfahrzeuge der Eisenbahnfreunde Grenzland und anderer Vereine oder Unternehmen sowie historische Straßenfahrzeuge und Exponate aus der Geschichte der Vennbahn und der Region Aachen besichtigt werden. Außerdem werden Draisinen- oder Führerstandsmitfahrten auf einem der beiden Bahnhofsgleise angeboten. Seit 2010 werden ebenfalls ein Programm und Besichtigungen am Tag des offenen Denkmals angeboten.
Im Jahr 2012 wurde gegenüber dem Stellwerk eine Feldbahn-Lokomotive des Typs Deutz OMZ 177 mit einer Spurweite von 600 mm als Denkmallokomotive aufgestellt. Im September 2015 wurde die Lokomotive dem Feldbahnmuseum Rommerskirchen-Oekoven überlassen und am 8. Oktober 2015 dorthin überführt.
Auf lange Sicht ist auch eine Wiederaufnahme von regulärem Personenverkehr in Walheim möglich: Im Rahmen einer möglichen eingleisigen Verbindung Stolberg–Eupen ist ein Haltepunkt Aachen-Walheim in Vorplanung. Der Bahnübergang Schleidener Straße soll in diesem Fall mit einer automatischen Schrankenanlage versehen werden; zusätzlich ist ein separater Bahnübergang für den Vennbahnradweg geplant. Die finanziellen Mittel für diese Baumaßnahme werden zu je einem Drittel von der Stadt Aachen, der Bundesrepublik Deutschland und der EVS aufgebracht. Die ursprünglich für das Jahr 2016 vorgesehenen Baumaßnahmen sind bis Herbst 2019 noch nicht erfolgt.

Bahnhof Walheim im 21. Jahrhundert
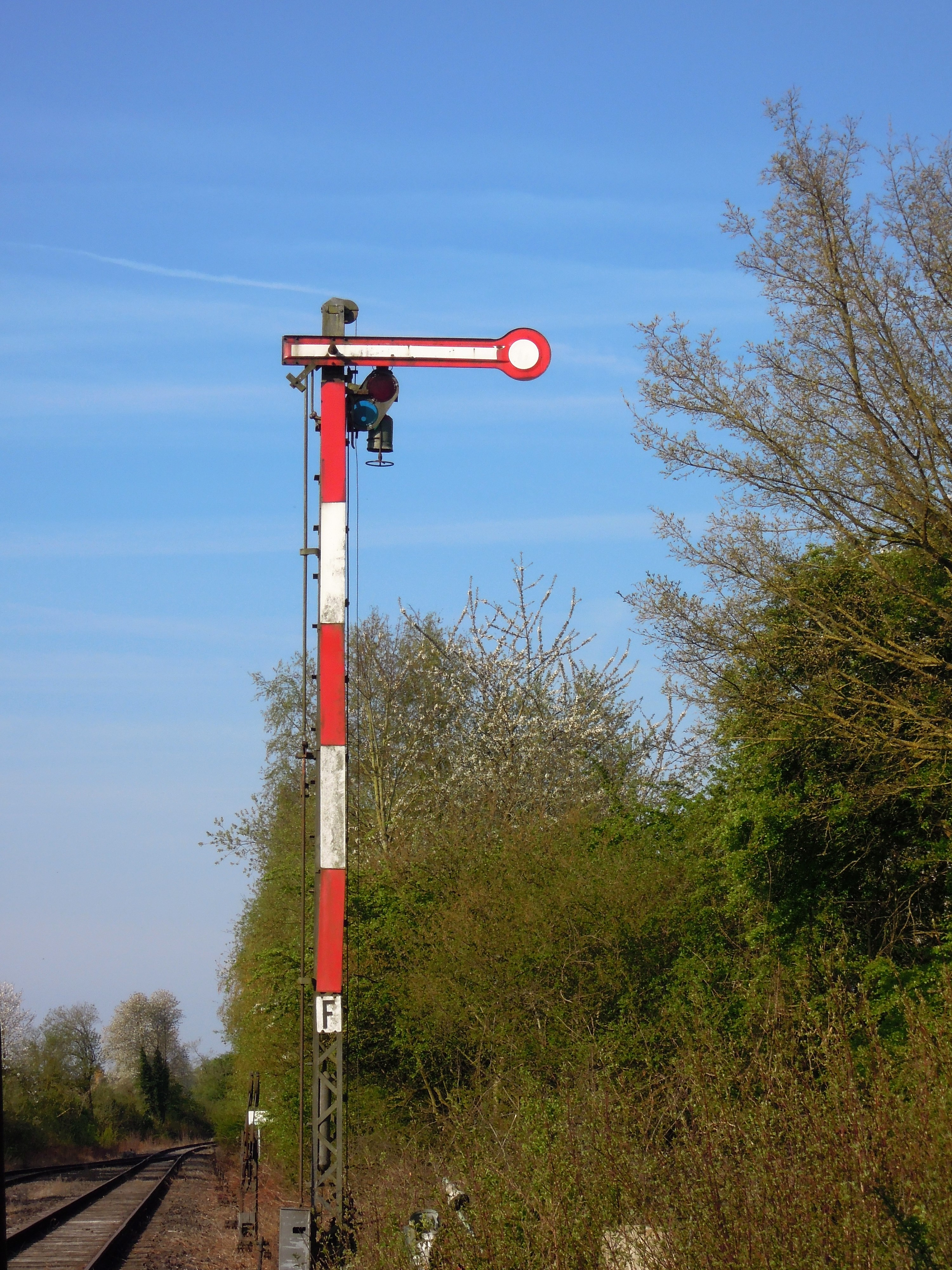
Die Formsignale im Bahnhofsbereich sind noch heute erhalten
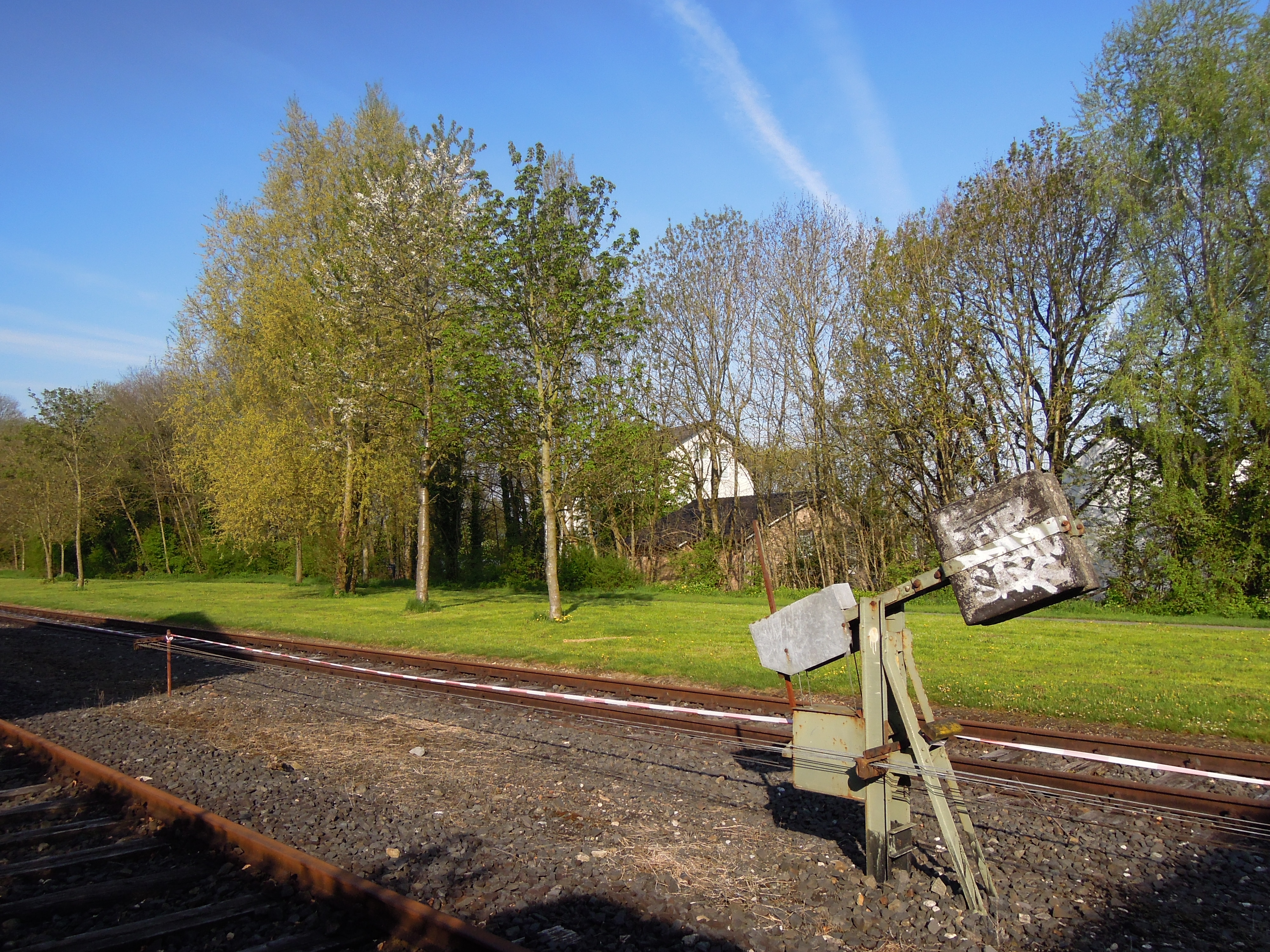
Ein Teil der Gleisanlagen wurde zu einem Park umgestaltet, durch den der Vennbahn-Radweg verläuft
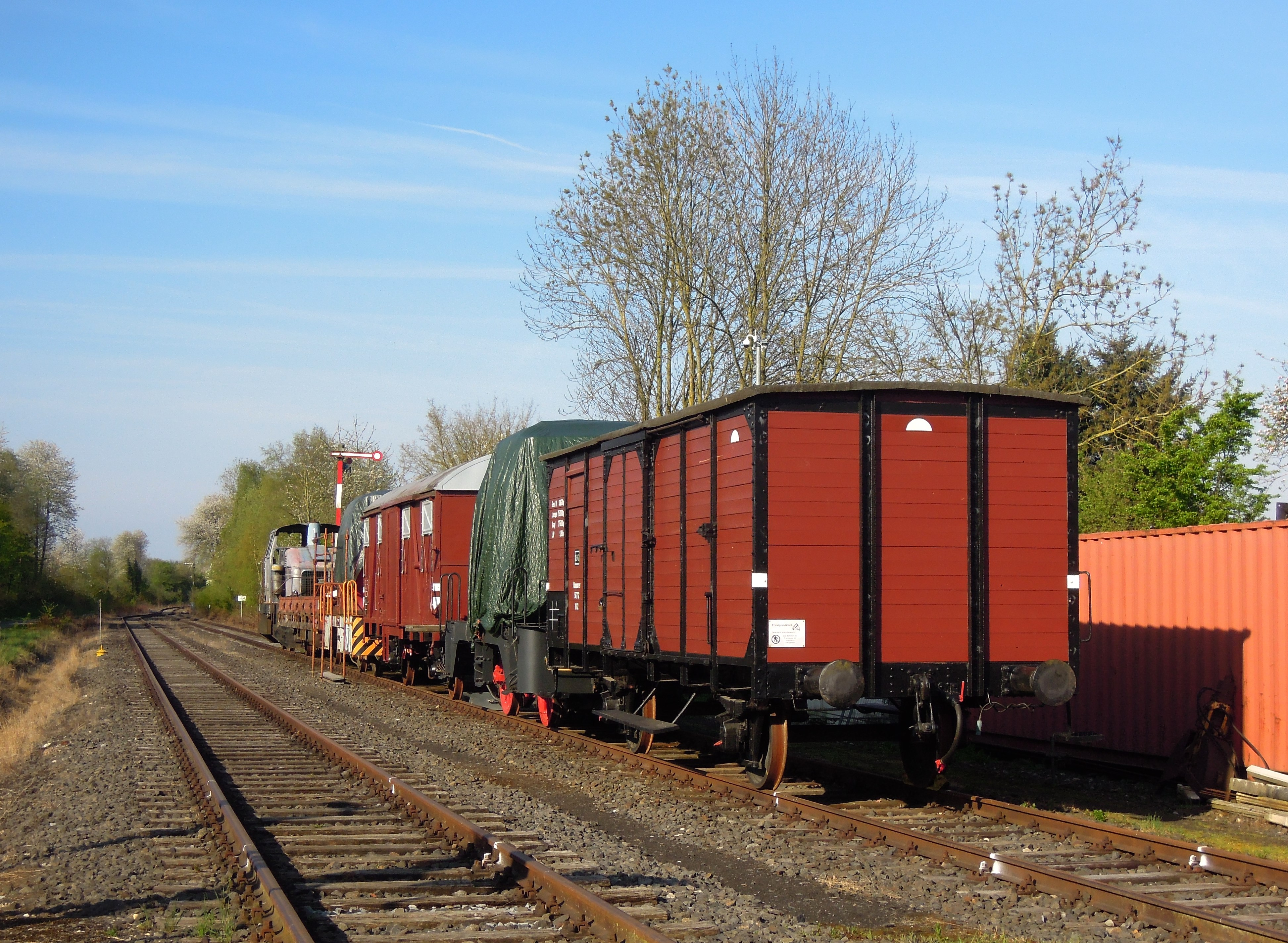
Blick in Richtung Raeren mit Fahrzeugen der Eisenbahnfreunde Grenzland
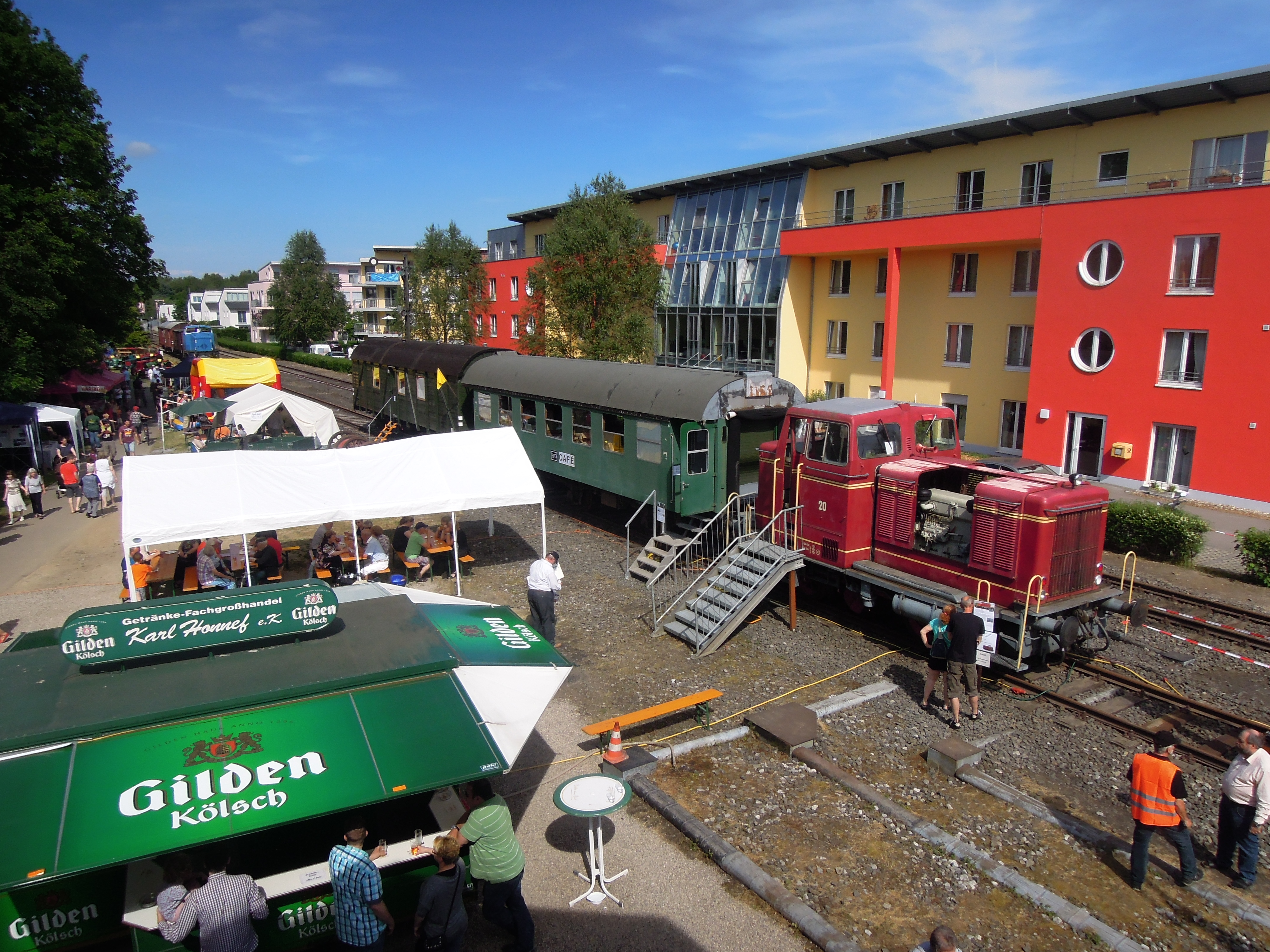
Blick aus dem Stellwerk in Richtung Empfangsgebäude
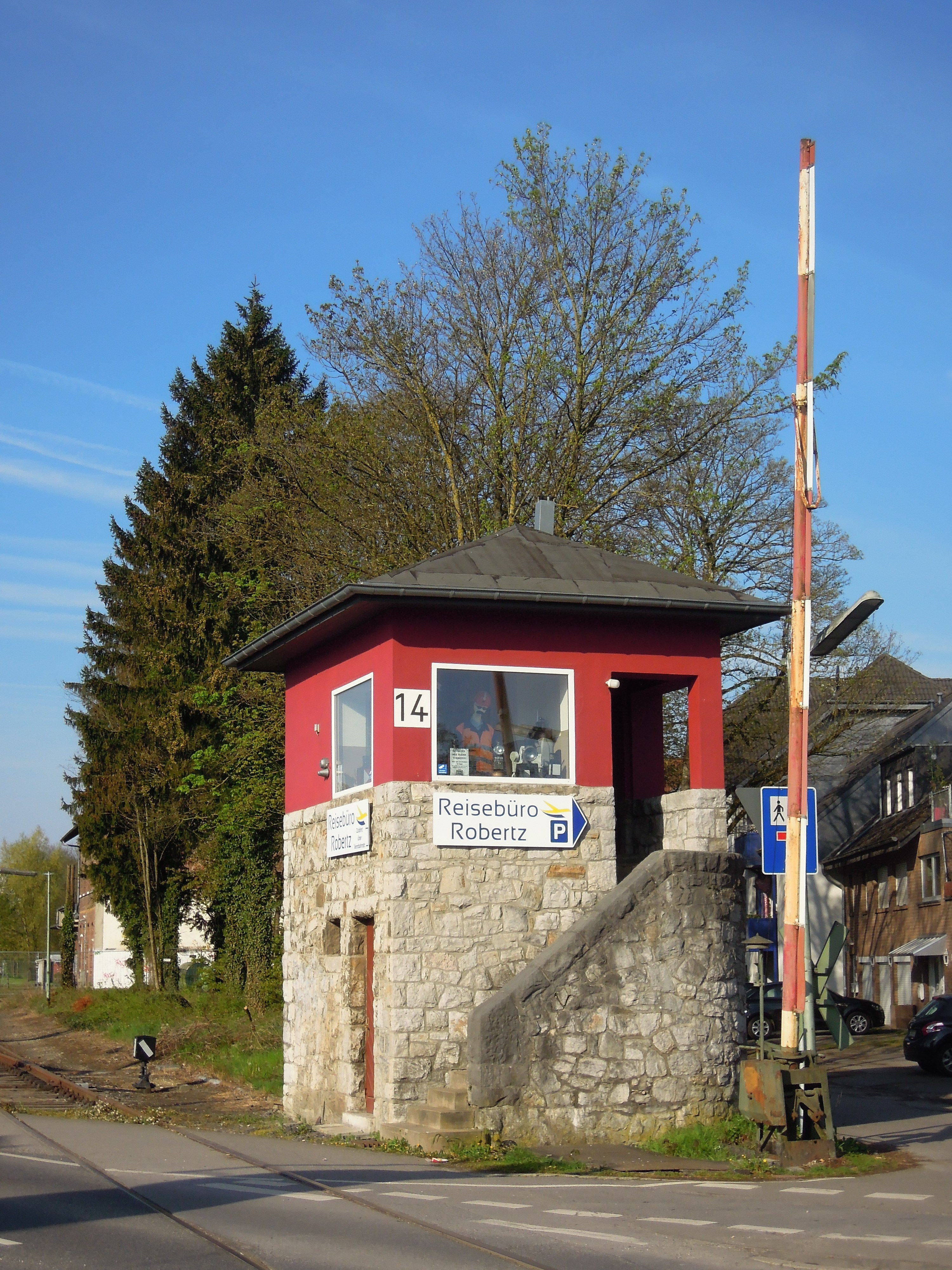
Schrankenposten 14 an der Schleidener Straße

## Infrastruktur

### Empfangsgebäude

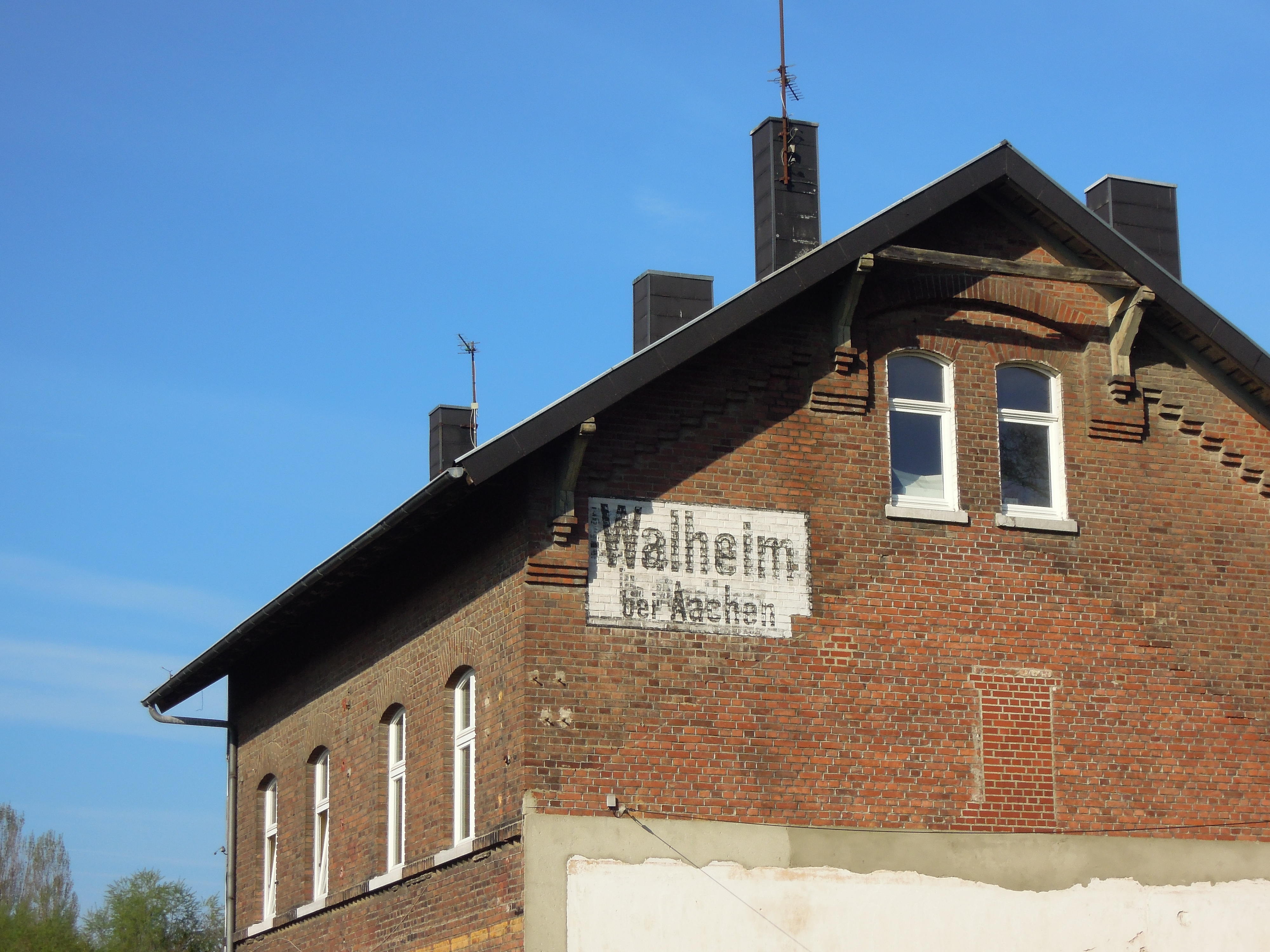
Schriftzug „Walheim bei Aachen“ auf dem Empfangsgebäude

Die Empfangsgebäude der Bahnhöfe entlang der Vennbahn wurden nach dem gleichen Schema errichtet, lediglich die Größe wurde variiert. Das Walheimer Bahnhofsgebäude wurde der Gebäudeklasse III zugeordnet und erhielt somit zwei Obergeschosse und vier Fensterachsen. An der nordöstlichen Seite befand sich ein Anbau, der, wie auch das Hauptgebäude, gemauert ausgeführt war. Dieser Anbau wurde Mitte der 1980er-Jahre abgerissen. An der südwestlichen Seite befindet sich ein Güterschuppen mit Laderampe, der noch heute erhalten ist. Das zugehörige Stumpfgleis, welches an einem Prellbock unmittelbar am Hausbahnsteig endete, wurde zwischenzeitlich abgebaut. Das Bahnhofsgebäude, welches aktuell in einem schlechten Zustand vorzufinden ist, befindet sich im Besitz der Stadt Aachen und wird von einem Karnevalsverein sowie einer Schützenbruderschaft genutzt.

### Stellwerk

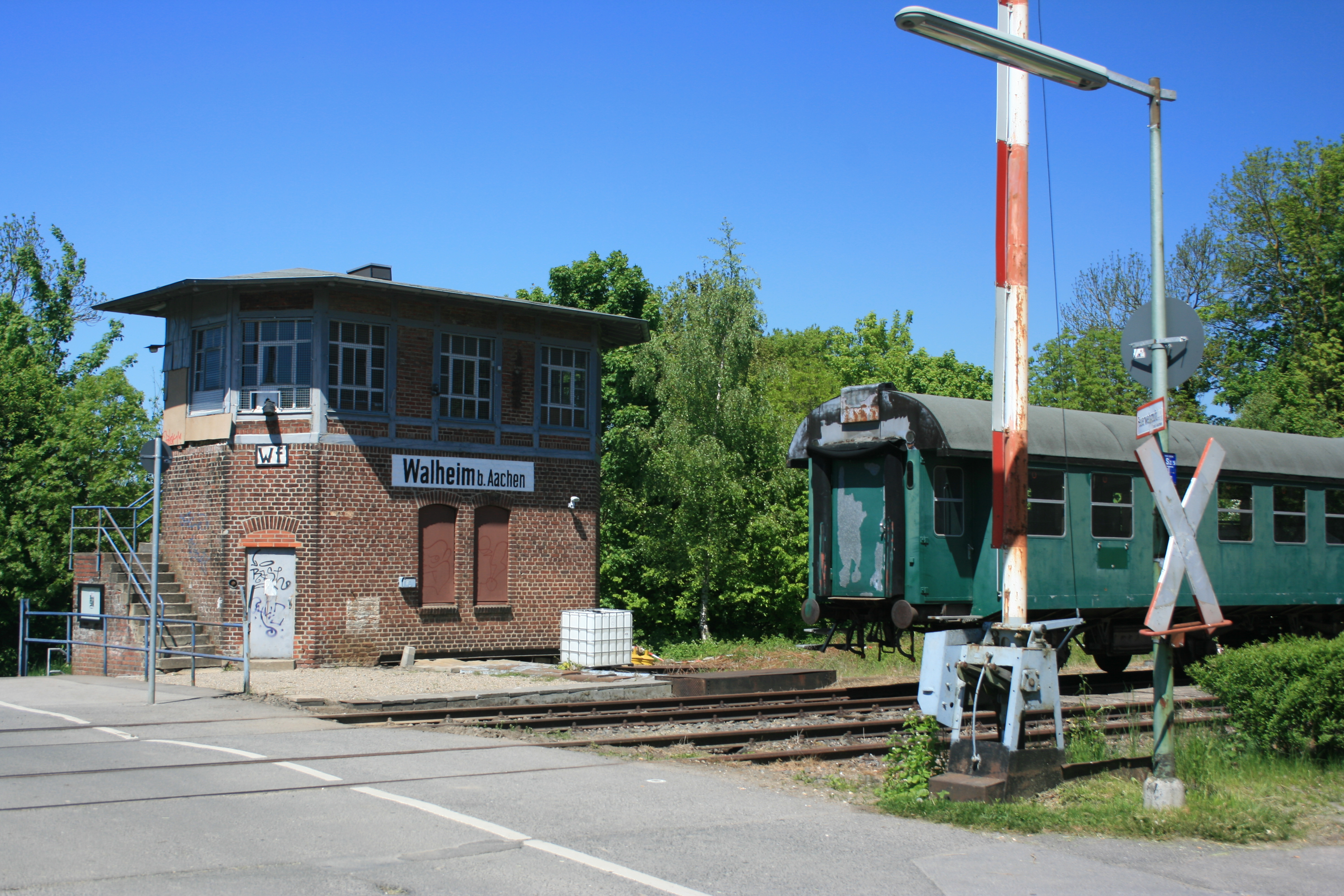
Das Stellwerk Wf mit einem Umbau-Wagen der Eisenbahnfreunde Grenzland

Bei dem Walheimer Fahrdienstleiterstellwerk Wf, das südwestlich des Empfangsgebäudes am Bahnübergang Auf der Kier liegt, handelt es sich um ein funktionsfähiges mechanisches Stellwerk der Bauart AEG. Es wurde im Jahr 1890, fünf Jahre nach Eröffnung des Bahnhofs, fertiggestellt und in Betrieb genommen. Das zweigeschossige, aus Ziegeln errichtete und teilweise mit Blech beplankte Gebäude hat einen rechteckigen Grundriss, wobei die lange Seite parallel zu den Gleisen liegt und die Ecken in Richtung der Gleise abgeschrägt sind. Es verfügt über einen Kellerraum, einen Spannwerksraum, wo die zu Signalen und Weichen führenden Drähte mittels Spanngewichten straff gehalten werden, und ein Obergeschoss mit einer Hebelbank und sieben Fenstern, die den Fahrdienstleitern zur Beobachtung des Verkehrs dienten. Der Spannwerksraum wurde durch zwei Fenster beleuchtet, die zur Zeit der Deutschen Bundesbahn verschlossen wurden. Das Fahrdienstleiterstockwerk ist über eine Außentreppe erreichbar, die, typisch für die Zeit der Entstehung des Stellwerks, an der zu den Gleisen zugewandten Seite beginnt und an der Rückseite des Gebäudes endet. Im Oktober 2008 begann die Renovierung des Stellwerks durch die Eisenbahnfreunde Grenzland; seit 2009 wird es wieder mit elektrischem Strom versorgt.

### Schrankenposten
Am nordöstlichen Ende des Bahnhofs befindet sich auf der Nordseite der Gleise der Schrankenposten 14. Der Posten verfügt über einen annähernd quadratischen Grundriss, ist bis zur halben Höhe mit Bruchstein verkleidet und ist über eine Außentreppe erreichbar. Das genaue Datum des Baus ist nicht bekannt; das Gebäude wurde gegen Ende der Zeit der Preußischen Staatseisenbahnen oder zu Beginn der Zeit der Deutschen Reichsbahn errichtet. Von 2011 bis 2012 wurde der Schrankenposten saniert; dabei wurden das Dach ausgebessert, der verputzte Teil der Fassade neu gestrichen und neue Fenster eingebaut.